# Parc national de Jebel Chitana-Cap Négro
Le parc national de Jebel Chitana-Cap Négro (arabe : المحمية الوطنية جبل شيطانة (-الرأس الأسود)) est un parc national situé sur le littoral nord de la Tunisie, entre le cap Serrat et le barrage de Sidi El Barrak. Il est constitué par la série forestière de Jebel Chitana, relevant de l'arrondissement forestier de Bizerte, et celle de Bellif, dépendant de l'arrondissement forestier de Béja.
Il s'étend sur une superficie totale de 10 122 hectares constituant une zone de protection intégrale clôturée, destinée à la protection de la tourbière de Mejen Ech Chitan, de la forêt de Mhibès et du barrage de Sidi El Barrak ainsi qu'à la préservation des espèces végétales et animales endémiques et rares, tels le nénuphar blanc parmi la flore et le cerf de Barbarie parmi la faune.
Le parc est situé dans l’étage bioclimatique humide inférieur à hiver doux.